# Kawana
Kawana est une localité d'Australie, sur la Sunshine Coast, dans l'est du Queensland, dans la région de Rockhampton. Lors du recensement de 2016, elle comptait 4 226 habitants.

## Géographie
Kawana est bordée à l'ouest par le Fitzroy, le deuxième fleuve d'Australie pour l'étendue de son bassin.
Une ligne de chemin de fer, la North Coast railway, la traverse du nord au sud ; la gare de Kawana est désaffectée au début du XXIe siècle.

## Notes et références

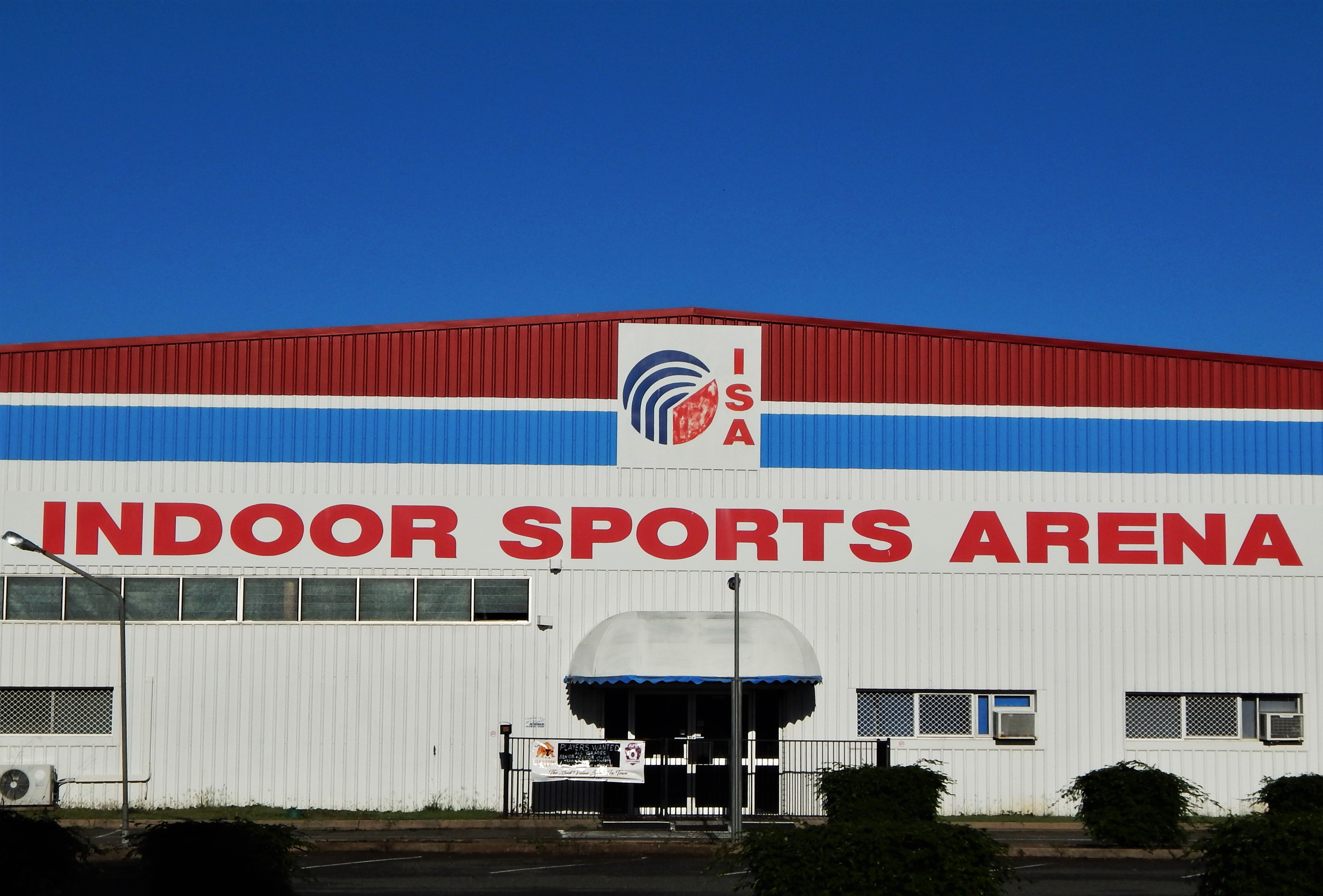